# نویکیرشن (نوردفرایسلند)
نویکیرشن (به آلمانی: Neukirchen) یک شهر در آلمان است که در نوردفرایسلند واقع شده‌است.
 نویکیرشن  ۱٬۲۸۹ نفر جمعیت دارد.